# Аким, Яков Лазаревич
Я́ков Ла́заревич Аки́м (15 декабря 1923, Галич, Костромская губерния — 21 октября 2013, Москва, Россия) — советский детский поэт, сценарист.

## Биография
Яков Лазаревич Аким родился 15 декабря 1923 года в еврейской семье города Галича (ныне Костромская область), где его дед и бабушка, Эфраим Нафтальевич и Рахиль Лазаревна Аким, управляли пивоваренным заводом. Мать, Фаина Яковлевна, библиотекарь, любила петь, аккомпанируя себе и своим детям на гитаре или на мандолине. Его отец, Лазарь Эфраимович Аким (1900—1941), работал механиком на МТС в Галиче, а в 1933 году был направлен с семьёй на строительство машинно-тракторных станций в Иваново, затем по линии наркомата земледелия переведён в Москву. Главный инженер завода. Лазарь хорошо играл на скрипке (научился сам).  В начале войны был мобилизован в Красную Армию, служил в ПВО Москвы и погиб в 1941 году во время воздушного налёта. Младший брат — Эфраим Лазаревич Аким — учёный в области космонавтики и планетологии.
Аким воевал на фронтах Великой Отечественной войны, командир отделения миномётного дивизиона, участвовал в Сталинградской битве. Окончил три курса Московского института тонкой химической технологии к 1950 году, затем перешёл на литературную работу.
Член СП СССР с 1956 года. Работал на Мосфильме.
Похоронен на Троекуровском кладбище.

## Семья
Отец — Лазарь Эфраимович Аким (1900—1941), главный инженер завода.
Мать — Фаина Яковлевна Аким, библиотекарь.
Брат — Эфраим Лазаревич Аким (1929—2010), учёный в области космонавтики и планетологии, член-корреспондент РАН. Похоронен на Троекуровском кладбище, участок №20.
Дядя — Лев Эфраимович Аким (1893—1970), заведующий кафедрой химии целлюлозы и древесины в Ленинградском технологическом институте целлюлозно-бумажной промышленности. Его сыновья (двоюродные братья Я. Л. Акима) — доктора технических наук, профессора Гарри Львович Аким (1930—2007), изобретатель кислородной отбелки целлюлозы и основатель научной школы в этой области, и Эдуард Львович Аким (род. 1936), заведующий кафедрой технологии целлюлозы и композиционных материалов СПбГПУ.
Жена — Антонина Михайловна Максимова (1916—1986), советская актриса театра и кино, заслуженная артистка РСФСР.
- Дочь — Ирина Яковлевна Медведева (род. 1949), литератор и педагог.
  - Внучка — Таня Аким (Tanya Akim) — писательница и учитель йоги, живёт и работает в Лос-Анджелесе.

## Творчество

### Автор сценария
- 1963 — Светлячок № 3 (мультфильм).

## Награды и премии
- Орден «Знак Почёта» (28 марта 1984 года) — за заслуги в области советской литературы[4].
- Орден Отечественной войны II степени.
- Медаль «За оборону Сталинграда».
- Медаль «За победу над Германией в Великой Отечественной войне 1941—1945 гг.».
- Премия Ленинского комсомола Туркменской ССР (1983).
- Международный Почётный диплом имени Андерсена.

## Память
- Имя Акима носит детская библиотека в городе Галиче.